# Order Gagarina

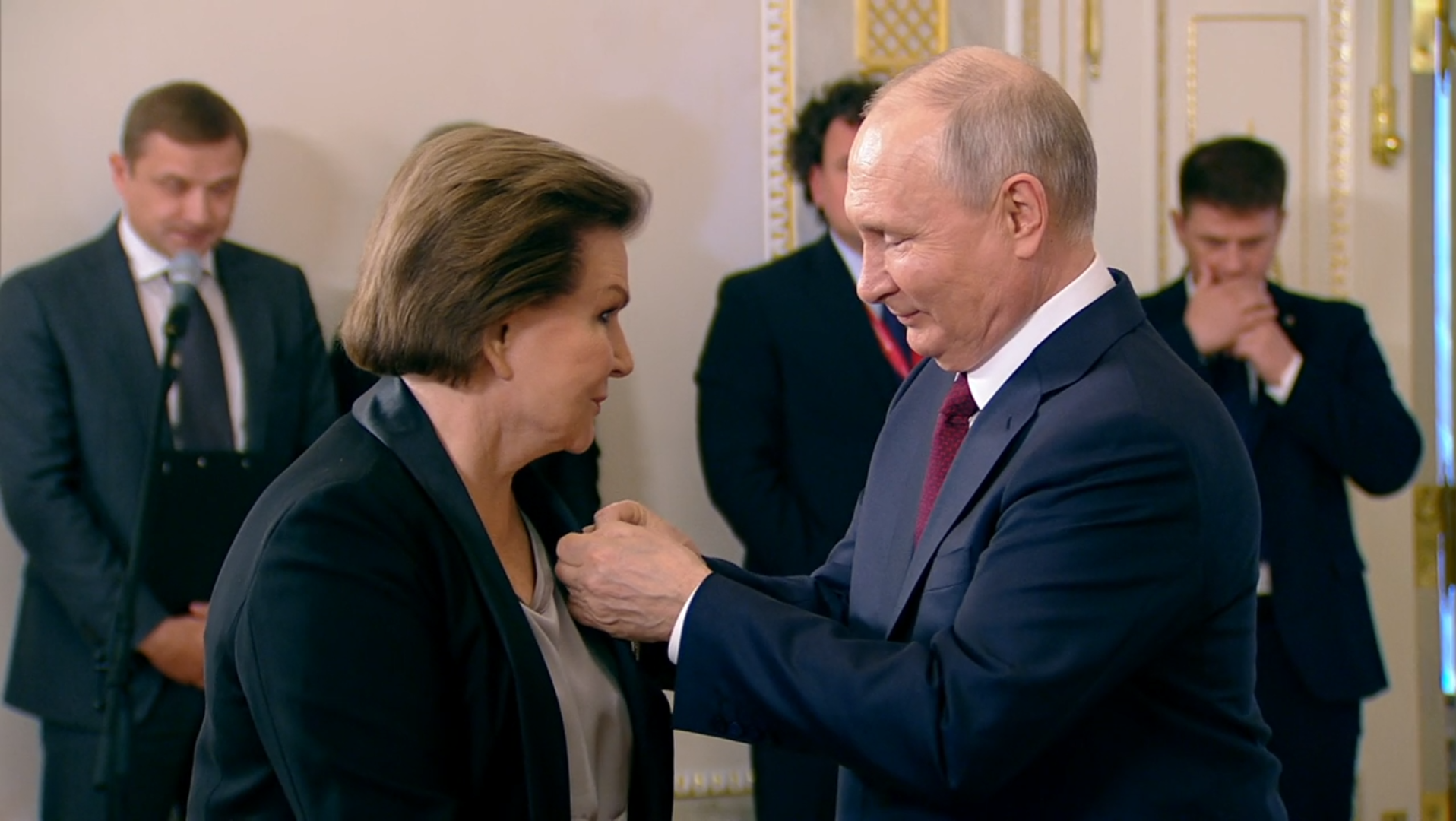
Prezydent Rosji Władimir Putin odznacza Walentinę Tierieszkową pierwszym Orderem Gagarina, 16 czerwca 2023

Order Gagarina (ros. Орден Гагарина) – wysokie rosyjskie odznaczenie państwowe ustanowione w celu uhonorowania osób, które wniosły znaczący wkład w rozwój rosyjskiego i radzieckiego programu kosmicznego. Order został nazwany na cześć radzieckiego kosmonauty Jurija Gagarina, który jako pierwszy człowiek poleciał w przestrzeń kosmiczną w 1961 roku.

## Historia
12 kwietnia 2023 roku Jurij Borisow, dyrektor generalny Roskosmosu ogłosił, że prezydent Rosji Władimir Putin zatwierdził propozycję Roskosmosu, aby ustanowić order nazwany imieniem Jurija Gagarina.
Order Gagarina powstał dla uczczenia 60. rocznicy samotnej misji Walentiny Tierieszkowej na statku Wostok 6 z 16 czerwca 1963 roku oraz 62. rocznicy pierwszego lotu w kosmos Jurija Gagarina na pokładzie statku kosmicznego Wostok 1.
Pierwszym odznaczonym Orderem Gagarina była Walentina Tierieszkowa, pierwsza kobieta w kosmosie i deputowana do Dumy Państwowej Federacji Rosyjskiej.

## Statut
Zgodnie ze statutem zatwierdzonym przez Dekret Prezydenta Federacji Rosyjskiej z dnia 27 maja 2023 roku nr 385 Order Gagarina nadawany jest obywatelom Rosji za:
- pomyślne zakończenie załogowego lotu kosmicznego/programu załogowych lotów kosmicznych mającego na celu badanie, rozwój i wykorzystanie przestrzeni kosmicznej;
- wybitne zasługi w organizacji i pomyślnej realizacji lotów kosmicznych/programów lotów kosmicznych w celu badania, rozwoju i wykorzystania przestrzeni kosmicznej;
- wybitne zasługi w realizacji polityki państwa w zakresie działań kosmicznych, w tym w interesie obronności i bezpieczeństwa Federacji Rosyjskiej;
- wybitne osiągnięcia w rozwoju, produkcji, testowaniu i bezawaryjnej eksploatacji technologii rakietowej i kosmicznej, tworzeniu i wdrażaniu nowych technologii oraz prowadzeniu skutecznych badań naukowych;
- znaczące osiągnięcia w kształceniu kadr naukowych, inżynieryjnych i technicznych.

Ponadto order może być nadawany obcokrajowcom za efektywny udział we współpracy międzynarodowej z Federacją Rosyjską w zakresie badań i wykorzystania przestrzeni kosmicznej, a także organizacjom (niezależnie od kraju pochodzenia) za wysokie osiągnięcia w dziedzinie rozwoju krajowej kosmonautyki, w realizacji polityki państwa w zakresie działań kosmicznych oraz w zapewnieniu obronności i bezpieczeństwa Federacji Rosyjskiej w przestrzeni kosmicznej.
Order Gagarina nosi się po lewej stronie klatki piersiowej, w kolejności po Orderze Świętej Katarzyny Męczennicy, a przed Orderem Aleksandra Newskiego.

## Opis
Odznaka orderu wykonana jest ze srebra i pokryta emalią. Ma kształt pięcioramiennej gwiazdy otoczonej srebrnymi promieniami.
Na awersie gwiazda pokryta jest niebieską emalią z symbolicznym wizerunkiem rozgwieżdżonego nieba, na którym wyróżniają się trzy gwiazdy ozdobione sześciennymi cyrkoniami. W polu gwiazdy znajduje się srebrny portret Jurija Gagarina w hełmie zwrócony w prawą stronę. Od prawego dolnego promienia gwiazdy do jej górnego promienia znajduje się symboliczny obraz startującej rakiety, za którą podąża długi, wygięty w łuk ślad. Odległość pomiędzy końcami przeciwległych promieni gwiazdy wynosi 44 mm. Na rewersie znajduje się napis ЮРИЙ ГАГАРИН (Jurij Gagarin) oraz numer odznaczenia.
Odznaka orderu jest połączona za pomocą oczka i pierścienia z pięciokątną blaszką pokrytą niebieską jedwabną wstążką typu moiré z podłużnymi paskami w barwach flagi Rosji pośrodku i błękitnymi paskami wzdłuż obu krawędzi. Szerokość wstążki to 24 mm, z czego szerokość pasków w barwach flagi oraz błękitnych pasków wynosi po 2 mm, a niebieskich pasów po 7 mm.
Do odznaczenia przysługuje także miniaturka. Odległość między końcami przeciwległych promieni miniaturowej gwiazdy wynosi 15,4 mm, wysokość miniaturki od dolnego rogu do środka górnej strony wynosi 19,2 milimetra, długość górnego boku – 10 mm, długość każdego z boków – 16 mm, a długość każdego z boków tworzących dolny kąt – 10 mm. Baretka Orderu Gagarina jest wycinkiem wstążki o wysokości 8 mm i szerokości 24 mm, na której w formie rozetki umieszczono miniaturowy wizerunek odznaki orderu, wykonany z metalu i pokryty emalią. Odległość pomiędzy końcami przeciwległych promieni tej małej gwiazdy wynosi 13 mm. Średnica gniazda rozetki 15 mm.